# Aphidius phalangomyzi
Aphidius phalangomyzi är en stekelart som beskrevs av Jaroslav Stary 1963. Aphidius phalangomyzi ingår i släktet Aphidius och familjen bracksteklar. Inga underarter finns listade i Catalogue of Life.